# Thiania
Thiania là một chi nhện trong họ Salticidae.

## Các loài
Chi này có các loài:
- Thiania abdominalis Zabka, 1985 – China, Vietnam
- Thiania aura Dyal, 1935 – Pakistan
- Thiania bhamoensis Thorell, 1887 – India to Myanmar, Thailand, Laos, Sumatra, Bali
- Thiania cavaleriei Schenkel, 1963 – China
- Thiania chrysogramma Simon, 1901 – Hong Kong
- Thiania coelestis (Karsch, 1880) – Philippines
- Thiania cupreonitens (Simon, 1899) – Sumatra
- Thiania demissa (Thorell, 1892) – Indonesia
- Thiania formosissima (Thorell, 1890) – Borneo
- Thiania gazellae (Karsch, 1878) – New Guinea
- Thiania humilis (Thorell, 1877) – Sulawesi
- Thiania inermis (Karsch, 1897) – Hong Kong
- Thiania jucunda Thorell, 1890 – Sumatra
- Thiania latefasciata (Simon, 1877) – Philippines
- Thiania latibola Zhang & Maddison, 2012 – Malaysia
- Thiania luteobrachialis Schenkel, 1963 – China
- Thiania pulcherrima C. L. Koch, 1846T – Sri Lanka, Vietnam, Malaysia, Sulawesi
- Thiania simplicissima (Karsch, 1880) – Philippines
- Thiania sinuata Thorell, 1890 – Malaysia
- Thiania spectrum (Simon, 1903) – Malaysia, Sumatra
- Thiania suboppressa Strand, 1907 – China, Vietnam, Japan, Hawaii
- Thiania subserena Simon, 1901 – Malaysia
- Thiania sundevalli (Thorell, 1890) – Sumatra
- Thiania tenuis Zhang & Maddison, 2012 – Borneo
- Thiania thailandica (Prószyński & Deeleman-Reinhold, 2012) – Thailand
- Thiania viscaensis Barrion & Litsinger, 1995 – Philippines